# Star Wars: Episodio I - La amenaza fantasma (videojuego)
Star Wars: Episodio I - La amenaza fantasma es un videojuego de aventuras-arcade lanzado por LucasArts en 1999, coincidiendo con el estreno de la película.
Visualmente, el juego es similar a los juegos con vista en tercera persona, pero acciones como saltar, trepar, o empujar objetos son muy limitadas, fundamentalmente, de la interacción y los enigmas. El jugador en momentos distintos controla a Qui-Gon Jinn, Obi-Wan Kenobi, Padmé Amidala y el Capitán Panaka. El juego también ofrece una variedad de armas.
Dentro del CD, se encuentra el video musical Duel of the Fates, de John Williams.

## Trama
La trama sigue de cerca la de la película, aunque se amplía en algunos eventos de menor importancia que pudieron haber sido silenciados o cortados de la misma, o los muestra desde el punto de vista de un personaje diferente (por ejemplo, se sigue las Aventuras de Amidala en Coruscant durante la entrevista de Anakin Skywalker en el Templo Jedi, algo que nunca se muestra o se menciona en la película). También hay algunas incoherencias y contradicciones aparentes de la historia, a fin de generar una nueva narrativa (por ejemplo, a diferencia de la película, en el juego Jar Jar es encarcelado a su regreso a Otoh Gunga y el jugador tiene que rescatarlo para continuar con la aventura).
Una vez que Qui-Gon Jinn y Obi-Wan Kenobi logran escapar de la trampa de la Federación de Comercio, comienzan a explorar la Saak'ak, a fin de alcanzar el hangar y escapar. Sin embargo, su camino está bloqueado por Droides de batalla. El jugador que controla al padawan llega al hangar para ver a Radiante VII ser destruido.
Los dos Jedi escapan a la superficie de Naboo, pero quedan separados. Qui-Gon encuentra un nativo, Jar Jar Binks y trata de encontrar a su padawan. Cuando se unen, Jar Jar los lleva a Otoh Gunga. A su llegada, sin embargo, se dan cuenta de que Jar Jar fue expulsado y es encarcelado. Obi-Wan trata de liberarlo y llegar a Theed en Bongo.
En Theed, descubren que las calles están siendo recorridas por los droides de batalla. Llegan a la Reina Amidala, pero luego una explosión separa a Obi-Wan y Amidala con el resto de las fuerzas y que depende de él para protegerla, mientras que intentan llegar al hangar. El equipo finalmente se reúne y escapa del planeta. Debido a un problema en el hiperimpulsor, la nave aterriza en Tatooine. Qui-Gon junto a Padmé y Jar Jar se dirigen a Mos Espa con el fin de encontrar un reemplazo. Allí se encuentra con un joven esclavo, Anakin Skywalker, quien se encuentra preparando su podracer para el día siguiente.Durante su estancia en Mos Espa, Qui-Gon irumpió en el apartamento de Neg con el fin de salvar a un rehén ithoriano y prometió a una madre desesperada ithoriana que iba a rescatar a su hijo, Tomo, al que Neg había tomado como joven esclavo. Jinn también ayuda al comerciante Vek Drow de un ataque, y este último le ofrece el hiperimpulsor de remplazo. También ayuda a Anakin mediante la compra de piezas que necesitaba para su Podracer.
En la arena, antes de la carrera, un asesino a sueldo profesional llamado Jym Lang había sido contratado por Jabba el Hutt para asesinar a los incautos. Pagalies Teemto estaba medio ebrio, en la sala de apuestas. Sin embargo, Lang fue manipulado en contra de cometer el asesinato gracias a un truco mental de Qui-Gon. Poco antes de la carrera, un ladrón roba una parte del corredor de Anakin, pero Qui-Gon lo encuentra y devuelve la pieza. Finalmente Anakin gana la carrera y junto a Qui-Gon se dirigen a la nave.
Sin embargo, cuando se acercan a ella, Qui-Gon es atacado por un misterioso guerrero, pero se las arregla para sobrevivir y subir a la nave antes de despegar hacia Coruscant.
En Coruscant, los dos Jedis escoltan a Anakin al Templo Jedi para ser entrevistados por el Consejo Jedi. El Capitán Panaka y la reina Amidala se quedan solos. Un mercenario contratado por la Federación de Comercio captura a la Reina, que debe confiar en Panaka para su protección. Incluso visita el submundo de Coruscant para salvarla.
Después de ponerse en contacto con el Senador Palpatine y el tratamiento en el Senado, Amidala vuelve a Naboo con Panaka y los dos Jedi. Allí, luchan por recuperar el planeta. La Reina Amidala lucha en su camino hasta el palacio, donde Panaka y otros soldados entran en el edificio y comienzan la búsqueda del Virrey Gunray.
Mientras tanto, Obi-Wan Kenobi y Qui-Gon Jinn luchan contra Darth Maul y, durante el duelo, los dos Jedi se separan.
El Capitán Panaka y la reina Amidala encuentran y arrestan a Gunray, pero no antes de ser atacados por droides de batalla y encontrar numerosas claves de seguridad.
Obi-Wan se encuentra alejado de Qui-Gon Jinn y Darth Maul, lo único que puede hacer es observar la batalla desde la distancia en el Complejo del Generador de Theed. Él lucha en su camino a través de las defensas de la Federación de Comercio que están vigilando el núcleo del reactor. Obi-Wan debe confiar en su destreza para saltar de plataforma en plataforma hasta llegar al duelo. Qui-Gon es apuñalado en el pecho, no poco después de Obi-Wan se las arregla para prepararse para el duelo. Kenobi tiene que enfrentarse solo ahora a Darth Maul. Se las arregla para matar al Sith e intercambia las algunas últimas palabras de su maestro. Kenobi promete a Qui-Gon que entrenará a Anakin. Poco después, Qui-Gon muere.

## Niveles
- Nave de la Federación de Comercio
- Pantanos de Naboo
- Otoh Gunga
- Jardines de Theed
- Escape de TheedTheed
- Mos Espa
- Arena de Mos Espa
- Encuentro en el Desierto
- Coruscant
- Asalto en Theed
- La batalla final

## Apariciones

### Personajes
- Padmé Amidala
- Anabar
- Amigo de Anakin Skywalker
- Barbo
- Aldar Beedo
- Been
- Dud Bolt
- C-3PO
- Madre procupada
- D'zor
- Darth Maul
- Vek Drow
- Ebe E. Endocott
- EV-7G7
- Ann Gella
- Tann Gella
- Grendle
- Rune Haako
- Jabba Desilijic Tiure
- Qui-Gon Jinn
- Intérprete
- Jowrel
- Graxol Kelvyyn
- Obi-Wan Kenobi
- Kreg
- Jym Lang
- Lizard boy
- Mawhonic
- Rugor Nass
- Neg
- Controlador Neimoidiano (Saak'ak)
- Orn Free Taa
- OWO-1
- Palpatine
- Panaka
- R2-D2
- Mat Rags
- Ruba
- Anakin Skywalker
- Shmi Skywalker
- Slarm
- TC-14
- Teers
- Thug leader
- Vendedor de Tickets
- Tomo
- Madre de Tomo
- Valorum
- Watto
- Ayudante de Watto
- Inidentificable Comerciante de Naboo
- Inidentificable Rep
- Inidentificable ciudadano de Tatooine

### Criaturas
- Gusano Dung
- Eopie
- Inidentificable especie Humanoide-Reptil
  - Campión de Jabba
- Kaadu
- Laa
- Mee
- Mott
- Monstruo guardia de Neg
- Nuna
- Peko-peko
- Rancor
- Ronto
- Sarlacc
- Tee

### Modelos Droides
- Droide Quirúrgico 2-1B
- Droide de Protocolo Serie-3PO
- 8D8
- Droide de Batalla B1

- Droide Sonda Ojos OscurosDRK-1
- Droideka
- Droides Pit Series-DUM
- Puerta de Seguridad Modelo Dx5
- Puerta de Seguridad Modelo Dz5
- Droide Supervisor EV
- Cañón
- Droide de Recuperación de Información
- Droide de Batalla Comandante OOM
- Droide de Seguridad OOM
- Droide de Poder
- Droide Astromecánico Serie-R2
- Droide Depurador
- Droide de Protocolo Serie-TC
- Droide de Mantenimiento de la Federacíon de Comercio

### Eventos
- Invasion de Naboo
  - Batalla en la Llanuras de Hierba
  - Duelo en Tatooine
  - Primera Batalla de Theed
  - Incidente en Tatoine 
  - Segunda Batalla de Theed
  - Asedios de Naboo
  - Escaramuza en Coruscant

### Ubicaciones
- Alderaan(Solo mencionado)

- Coruscant
  - República 500
  - Area Restingida
  - CorusMall

- - Centro de Turistas
- Naboo
  - Lake Paonga
  - Otoh Gunga
    - Rep Council Chamber
    - Detention area

- -     - Bongo Bay

- -     - Lianorm Swamp

- - Theed
    - Solleu River
    - Theed Generator Complex
    - Theed Hangar
    - Theed Royal Palace
    - Tatooine
      - Dune Sea (Solo mencionado)
      - Jundland Wastes (Solo mencionado)
      - Mos Espa
        - Barbo's store
        - Mos Espa Grand Arena
          - 7-Gee Lounge
          - Jabba's private box

        - Sebulba's private apartment
        - Slave Quarters Row
        - Watto's junk shop
        - Cuarto Azul (Solo mencionado)

## Opciones Alternativas
En los distintos niveles del juego, los personajes pueden cometer grandes cantidades de las malas acciones sin necesidad de reiniciar el nivel del juego, y sin hacer los personajes orientan más hacia el lado oscuro. Dichas opciones son las siguientes:
- Obi-Wan Kenobi puede destruir TC-14, junto con otros droides inofensivos y personal no armado a bordo de la nave Federación de Comercio.
- Kenobi puede matar de casi toda la población de Otoh Gunga, incluyendo mujeres y niños (pero no al Jefe Nass, Jar Jar, o cualquiera de los otros jefes.)
- Kenobi puede matar a los soldados aliados y civiles, hombres, mujeres y niños en Theed.
- Qui-Gon Jinn puede matar a casi todos en Mos Espa (incluidos Sebulba y Shmi Skywalker), pero no a Anakin, Watto, Jar Jar o Padmé.
- Qui-Gon brevemente puede coquetear con Ann Gella y Tann Gella en Mos Espa.
- Qui-Gon se puede matar a todos los de la corte de Jabba, excepto al propio Jabba. Si sigue usando el empuje con la Fuerza en Jabba, puede destruir al droide intérprete sin matar a Jabba.
- Debido a un bug en el juego, Qui-Gon puede matar en Tatooine. Curiosamente, esto dará como resultado que el jugador no podrá lograr la misión, aunque en raras ocasiones, esto no puede suceder, y si Qui-Gon regresa a la entrada de Mos Espa, los guardias lo atacarán por matar a alguien.
- Panaka puede disparar a cualquiera (excepto a la Reina Amidala) y cualquier cosa que desee en Coruscant, tomando su lugar los elementos de la negociación para ellos. También puede matar al droide de protocolo en la entrada a la ciudad tours para evitar tener que darle créditos de La República.
- Padmé Amidala puede matar a su propios guardias (pero no a Panaka) y civiles. También puede matar a Nute Gunray en lugar de capturarlo.

## Voces
- Joe Alaskey – Vendedor importante, intérprete, ayudante de Watto
- Dominic Armato –Coruscant Hombre 2, Soldado de Naboo 3, Soldado de Naboo 6, vendedor de tickets, ciudadanos extranjeros
- Clint Bajakian –Jabba el Hutt
- Bob Bergen – EV-767, Peatones Alien, Bruto de Coruscant 3, Ciudadano gungan 2
- Gregg Berger – Darth Maul, Mat Rags, Droide de batalla, Guardia de Coruscant, los admiradores de carreras
- Mary Kay Bergman – Tomo, mujer comerciante, Madre Ithorian, Lost Boy, Naboo Crone
- Dave Beron – Coruscant Male 1, Race Fanatic 2, Soldado 8
- Ahmed Best – Jar Jar Binks
- Julianne Buescher – Concerned Boy
- Greg Burson – Boss Nass, Guard Door, soldado herido 1, Jabba's Porter, Shop Owner
- Nathan Carlson – Helpful Citizen, Sleeping Man, Turista, Underground Worker
- Scott Capurro – Fode
- Scott Cleverdon – Obi-Wan Kenobi, Nute Gunray
- Jeff Coopwood – Panaka, Controlador Neimoidiano
- Grey Delisle – Padmé Amidala, niño Gungan
- Nick Jameson – Palpatine, BC-55, Gungan Male, soldado herido 2, Rodian Thug, Tense Soldier
- David Jeremiah – Kreg, Informante, soldado de Naboo 1, Tatooine Citizen, Techie
- Tom Kane – C-3PO, Barbo, Jym Lang, Prisoner, Thug Leader
- Douglas Lee – Grendle, Coruscant Thug 1, Home Owner, soldado de Naboo 5
- Jake Lloyd – Anakin Skywalker
- Peter Lurie – Anabar, Bum, soldado de Naboo 4, Scavenger, Twi'lek Tourist
- Bill E. Martin – Mercader Bith, Guardia Gungan, pescador, Lizard Boy, soldado de Naboo 2
- Greg Proops – Beed
- Kevin Michael Richardson – 2-3G, Capitán Rutger, Vek Drow, ciudadano Gungan 1, Race Fanatic 1
- Andy Secombe – Watto
- Carolyn Seymour – Shmi Skywalker, TC-14, Concerned Mother
- Heidi Shannon – Jira, DC-10, Brat, Computer Console, Female Thug
- Michael Sorich – Mawhonic, Teemto Pagalies, oficial de palacio, Security Door
- Tasia Valenza – Ann Gella, mujer de Coruscant, mujer Gungan
- James Ward – Fan enojado, Coruscant Male 3, Guardia Alien, Gungan Jailer, soldado 7
- James Warwick – Qui-Gon Jinn